# Александер Нюландер
Александер Нюландер (швед. Alexander Nylander; 2 березня 1998, м. Калгарі, Канада) — шведський хокеїст, крайній нападник. Виступає за «Рочестер Американс» в Американській хокейній лізі.

## Кар'єра
У сезоні 2014/15 дебютував у складі шведського клубу АІК, що виступає в другій лізі чемпіонату Швеції.
Свій перший контракт уклав з клубом ОХЛ «Міссісога Стілгедс» 2015 році, де він виступав разом зі своїм братом Вільямом.
2016 року був обраний на драфті НХЛ під 8-м загальним номером командою «Баффало Сейбрс». 15 липня 2016 підписав трирічний контракт з «шаблями».
У складі молодіжної збірної Швеції учасник чемпіонатів світу 2016 та 2017, увійшов до числа найкращих бомбардирів чемпіонату, посівши друге місце (2017).

## Статистика

### Клубна
| Сезон        | Клуб                 | Ліга         | Регулярний сезон | Регулярний сезон | Регулярний сезон | Регулярний сезон | Регулярний сезон | Плей-оф | Плей-оф | Плей-оф | Плей-оф | Плей-оф |
| Сезон        | Клуб                 | Ліга         | І                | Г                | П                | О                | ШХ               | І       | Г       | П       | О       | ШХ      |
| ------------ | -------------------- | ------------ | ---------------- | ---------------- | ---------------- | ---------------- | ---------------- | ------- | ------- | ------- | ------- | ------- |
| 2014–15      | АІК                  | U20          | 42               | 15               | 25               | 40               | 12               | 2       | 0       | 1       | 1       | 0       |
| 2014–15      | АІК                  | Швеція2      | 3                | 0                | 0                | 0                | 0                | 4       | 1       | 1       | 2       | 0       |
| 2015–16      | Міссісога Стілгедс   | ОХЛ          | 57               | 28               | 47               | 75               | 18               | 6       | 6       | 6       | 12      | 2       |
| 2016–17      | «Рочестер Американс» | АХЛ          | 65               | 10               | 18               | 28               | 6                | —       | —       | —       | —       | —       |
| 2016–17      | Баффало Сейбрс       | НХЛ          | 4                | 0                | 1                | 1                | 0                | —       | —       | —       | —       | —       |
| 2017–18      | «Рочестер Американс» | АХЛ          | 51               | 8                | 19               | 27               | 10               | 3       | 0       | 0       | 0       | 0       |
| 2017–18      | Баффало Сейбрс       | НХЛ          | 3                | 1                | 0                | 1                | 0                | —       | —       | —       | —       | —       |
| 2018–19      | «Рочестер Американс» | АХЛ          | 49               | 12               | 19               | 31               | 12               | —       | —       | —       | —       | —       |
| 2018–19      | Баффало Сейбрс       | НХЛ          | 12               | 2                | 2                | 4                | 4                | —       | —       | —       | —       | —       |
| Усього в НХЛ | Усього в НХЛ         | Усього в НХЛ | 19               | 3                | 3                | 6                | 4                | —       | —       | —       | —       | —       |

### Збірні
| Рік   | Збірна | Турнір | Результат |    | І  | Г  | П  | О | ШХ |
| ----- | ------ | ------ | --------- | -- | -- | -- | -- | - | -- |
| 2014  | Швеція | U17    | 3         | 6  | 2  | 5  | 7  | 0 |    |
| 2015  | Швеція | МІГ    | 2         | 5  | 2  | 4  | 6  | 6 |    |
| 2016  | Швеція | ЮЧС    | 2         | 7  | 3  | 8  | 11 | 0 |    |
| 2016  | Швеція | МЧС    | 4-е       | 7  | 4  | 5  | 9  | 0 |    |
| 2017  | Швеція | МЧС    | 4-е       | 7  | 5  | 7  | 12 | 0 |    |
| 2018  | Швеція | МЧС    | 2         | 7  | 1  | 6  | 7  | 2 |    |
| Разом | Разом  | Разом  | Разом     | 32 | 14 | 27 | 41 | 8 |    |